# Ли Дон Ун
Ли Дон Ун (хангыль: 리동운; 4 июля 1945) — северокорейский футболист, участник чемпионата мира 1966 года. Выступал на позиции нападающего.

## Карьера

### В сборной
Ли Дон Ун известен по выступлению в составе сборной КНДР на чемпионате мира 1966 года. Провёл на турнире два матча: против сборных Чили и Португалии. В последней встрече отметился забитым голом.
Он также участвовал в отборочных матчах к чемпионату мира 1974 года.
| Матчи и голы Ли Дон Уна за сборную КНДР | Матчи и голы Ли Дон Уна за сборную КНДР | Матчи и голы Ли Дон Уна за сборную КНДР | Матчи и голы Ли Дон Уна за сборную КНДР | Матчи и голы Ли Дон Уна за сборную КНДР | Матчи и голы Ли Дон Уна за сборную КНДР | Матчи и голы Ли Дон Уна за сборную КНДР |
| --------------------------------------- | --------------------------------------- | --------------------------------------- | --------------------------------------- | --------------------------------------- | --------------------------------------- | --------------------------------------- |
| №                                       | Дата                                    | Место проведения                        | Соперник                                | Счёт                                    | Голы                                    | Турнир                                  |
| 1                                       | 15 июля 1966                            | Мидлсбро, Англия                        | Чили                                    | 1:1                                     | -                                       | Чемпионат мира 1966                     |
| 2                                       | 23 июля 1966                            | Ливерпуль, Англия                       | Португалия                              | 3:5                                     | 1                                       | Чемпионат мира 1966                     |
| 3                                       | 4 мая 1973                              | Тегеран, Иран                           | Иран                                    | 0:0                                     | -                                       | Отбор к ЧМ-1974                         |
| 4                                       | 8 мая 1973                              | Тегеран, Иран                           | Кувейт                                  | 0:0                                     | -                                       | Отбор к ЧМ-1974                         |
| 5                                       | 11 мая 1973                             | Тегеран, Иран                           | Иран                                    | 1:2                                     | -                                       | Отбор к ЧМ-1974                         |
| 6                                       | 13 мая 1973                             | Тегеран, Иран                           | Сирия                                   | 3:0                                     | -                                       | Отбор к ЧМ-1974                         |

Итого: 6 матчей / 1 гол; 1 победа, 3 ничьих, 2 поражения.